# Айраветасвара
Храм Айраветасвара (англ. Airavatesvara Temple) — індуїстський храм дравідійської архітектури у місті Дарасурам південноіндійського штату Таміл-Наду. Цей храм був збудований за наказом царя Раджараджі Чоли II в 12 столітті. Зараз, разом з іншими храмами Чоли, він входить до списку об'єктів Світової спадщини ЮНЕСКО.

## Розташування
Храм Айраватасвара розташований у Дарасурамі, приблизно за 4 кілометри (2,5 милі) на південний захід від Кумбаконама, 310 кілометрів (190 миль) на південний захід від Ченнаї та 90 кілометрів (56 миль) від Чідамбарама. Це приблизно 40 кілометрів (25 миль) на північний схід від храму Бріхадішвара в Танджавурі та приблизно 30 кілометрів (19 миль) на південний захід від храму Гангайконда Чолапурам.
Найближчий аеропорт із регулярними рейсами — міжнародний аеропорт Тіручіраппаллі (IATA: TRZ), приблизно за 90 кілометрів (56 миль).
Храм, хоча і всередині країни, розміщується поблизу річки Коллідам, в дельті Кавері з виходом до Бенгальської затоки і через неї до Індійського океану.